# Горный сорокопутовый личинкоед
Го́рный сокоропу́товый личинкое́д (лат. Edolisoma anale) — вид птиц из семейства личинкоедовых. Птица является эндемиком Новой Каледонии, распространена в субтропических и тропических влажных равнинных лесах, а также в субтропических и тропических горных лесах.

## Описание

### Внешний вид
Небольшая птица длиной 24—28 см. Масса тела самцов составляет примерно 97 г, тогда как самки весят около 70 г. Имеет удлинённое туловище. Оперение невзрачное, тёмно-серо-коричневого цвета, за исключением нижних кроющих перьев хвоста, имеющих сравнительно яркий коричневый оттенок. С ними связано видовое название anale (analis) как с характерной чертой внешнего вида птицы.

### Голос
Как и другие личинкоедовые, является певчей птицей. Голос горного сорокопутового личинкоеда достаточно выразительный и отчётливый, вокализация — резкий громкий свист.

## Распространение
Область распространения охватывает острова Гранд-Тер и Пен, относящиеся к Новой Каледонии. Наибольшее предпочтение горный сорокопутовый личинкоед отдаёт густым лесам. Главным образом встречается на высоте выше 600 м, но также вплоть до 200 м над уровнем моря.
Численность оценивается в 6—15 тысяч взрослых особей. Вид относят к близким к уязвимому положению из-за относительного малого общего числа особей, которое, предположительно, снижается по причине потери естественной среды обитания и её фрагментации. Существует опасность того, что в перспективе горный сорокопутовый личинкоед перейдёт порог для присвоения статуса уязвимого вида.